# Dekanat XVIII – św. Jadwigi Śląskiej w Sosnowcu
Dekanat św. Jadwigi Śląskiej w Sosnowcu – dekanat diecezji sosnowieckiej.
W skład dekanatu wchodzą: 
- parafia Jezusa Chrystusa Najwyższego i Wiecznego Kapłana w Sosnowcu
- parafia Najświętszej Maryi Panny Fatimskiej w Sosnowcu
- Parafia Najświętszej Maryi Panny Różańcowej w Sosnowcu
- parafia Podwyższenia Świętego Krzyża w Sosnowcu
- parafia św. Floriana w Sosnowcu
- parafia św. Joachima w Sosnowcu
- parafia Zesłania Ducha Świętego w Sosnowcu